# Uvariastrum dependens
Uvariastrum dependens är en kirimojaväxtart som först beskrevs av Adolf Engler och Friedrich Ludwig Diels, och fick sitt nu gällande namn av Adolf Engler och Friedrich Ludwig Diels. Uvariastrum dependens ingår i släktet Uvariastrum och familjen kirimojaväxter. IUCN kategoriserar arten globalt som starkt hotad. Inga underarter finns listade i Catalogue of Life.